# Nat Towles
Nat Towles (* 10. August 1905 in New Orleans; † Januar 1963 in Berkeley) war ein US-amerikanischer Jazz-Bassist und Bandleader.

## Leben und Wirken
Der Sohn des Bassisten Phil "Charlie" Towles sammelte erste musikalische Eindrücke bei seinem Vater und spielte zuerst Gitarre und Violine, bevor er zum Bass wechselte. Seine ersten Auftritte hatte er mit Gus Metcalfs Melody Jazz Band, danach wurde er von Musikern wie Buddie Petit, Red Allen und Jack Carey engagiert und trat mit dem Original Tuxedo Jazz Orchestra auf.
1923 gründete er seine erste Band, die Creole Harmony Kings, mit der er durch Oklahoma, Texas und New Mexico tourte. Während dieser Zeit trat er auch mit dem Pianisten Fate Marable auf. 1929 verließ er New Orleans mit der Band von Thomas Benton, leitete aber schon bald wieder eine eigene Gruppe. 1934 arbeitete er mit dem Pianisten Ethel Mays.
Seit Mitte der 1930er Jahre leitete Towles die Studentenband des Wiley College in Austin/Texas. In dieser Funktion hatte er prägenden Einfluss auf jüngere Musiker wie den Pianisten Duke Groner und den Posaunisten Buddy McLewis. 
Mit einer eigenen Band wurde er 1936 Musiker des Dreamland Ballroom in Omaha. Der junge Neal Hefti komponierte und arrangierte einige Stücke für die Gruppe. Anfang der 1940er Jahre ging Towles mit seiner Band wieder auf Tour; ein Höhepunkt war 1943 ein Auftritt im New Yorker Apollo Theater.
Mitte der 1950er Jahre ließ sich Towles in Kalifornien nieder, wo er 1959 eine Bar eröffnete und wenige Jahre später einem Herzinfarkt erlag. Aus seinen Bands ging eine Reihe namhafter Jazzsaxophonisten hervor, darunter Jimmy Heath, Oliver Nelson, Buddy Tate, Paul Quinichette, Elvin Shepherd, Buster Bennett und Preston Love. 